# Lisa Cockburn
Pour les articles homonymes, voir Cockburn.
Pas d'image ? Cliquez ici

a Compétitions nationales et continentales officielles uniquement.

b Matchs officiels uniquement.
Dernière mise à jour le 31 mai 2025.
Lisa Cockburn, née le 6 décembre 1992 à Basingstoke (Angleterre), est une joueuse internationale écossaise de rugby à XV évoluant au poste de pilier. Elle joue avec le Gloucester-Hartpury RFC.

## Biographie
Lisa Cockburn nait le 6 décembre 1992 à Basingstoke en Angleterre mais de parents écossais. Elle grandit dans une ferme dans les environs de Basingtoke, dans le Hampshire. Elle pratique d'abord le taekwondo et l’équitation. À l'âge de quatorze ans, plus grande et plus costaude que les filles de son âge, ce sont ses camarades de classe qui la poussent à les rejoindre au rugby à XV. Elle va s'entrainer au Basingstoke RFC et est emballée dès la première séance. Elle s'entraine avec plusieurs clubs à la fois afin de pratiquer plus souvent.
Elle part étudier la préparation physique à la Leeds Metropolitan University dont elle intègre l'équipe de rugby. Elle disputera quatre finales universitaires. Puis elle rejoint le Darlington Mowden Park RFC (en), qui joue en première division. À l'époque elle évolue plutôt en deuxième ou troisième ligne.
En 2018, elle reçoit un appel du sélectionneur écossais Shade Munro. Il lui propose de rejoindre l'équipe nationale en stage avant son dernier match du Tournoi des Six Nations en Italie. Elle découvre le groupe mais ne joue pas. La saison terminée elle passe l'été à Edmonton, où elle joue avec les Leprechaun Tigers. Au mois de novembre, elle est rappelée avec le XV du Chardon, qui rencontre à nouveau l'Italie, et cette fois elle connaît sa première cape internationale.
En décembre 2021, après huit années avec les Sharks, elle quitte Darlington en cours de saison pour signer aux Worcester Warriors (en).
Au mois de mars 2022, à l'occasion de la réception de l'Angleterre dans le cadre du Six Nations, Lisa Cockburn se rompt les ligaments croisés d'un genou. Elle rate la Coupe du monde et passe un an sans jouer. Quand elle reprend avec Worcester, elle subit une rupture de l'aponévrose, elle est à nouveau indisponible plusieurs mois. À la fin de son contrat, elle quitte les Warriors en n'ayant joué que trois matchs sous leurs couleurs.[réf. nécessaire]
Recrutée par les Leicester Tigers, elle retrouve les terrains à l'orée de la saison 2023-2024 avec le groupe écossais qui prépare un test match contre l'Espagne à Édimbourg lors d'une victoire 36 à 5 où elle entre et connaît sa vingt-cinquième sélection. Elle n'avait pas joué depuis dix-huit mois. À l'automne 2023, elle enchaine avec la première édition du WXV, que les Écossaises remportent. Puis au mois de novembre, elle fait ses débuts sous les couleurs des Leicester Tigers[réf. nécessaire].
Pour la saison 2024-2025, elle s'engage avec le Gloucester-Hartpury RFC.

## Palmarès

### Universitaire
- Finaliste du Championnat universitaire du Royaume-Uni à quatre reprises.

### En équipe nationale
- Vainqueur du WXV 2 en 2023.